# Palača Šestokrilović
Palača Šestokrilović je palača u Perastu. Palača je peraškog bratstva (kazade) Šestokrilovića, jedno od najstarijih peraških bratstava – kazada. Jedna je od važnijih palača u Perastu. Iznimne je kulturno-povijesne, arhitektonske, ambijentalne i memorijalne vrijednosti.

## Povijest
Datira iz kraja 17. stoljeća, ne poslije 1691., kako stoji na oštećenom natpisu SESTO 1691 CR / ILO / VI / CH /
Obitelj Brguljan-Čorko jedno je vrijeme posjedovala ovu palaču. Vjerojatno su po ženskoj liniji ili nekim drugim putem došli u posjed palače obitelji Šestokrilovića (Pavao Butorac: Razvitak i ustroj peraške općine).
Stilski palača pripada baroknoj stambenoj arhitekturi.

## Smještaj
Nalazi se u jugoistočnom dijelu Perasta, u predjelu zvanom Luka, u drugom redu zgrada uz obalu. između Bizetine i palače Mazarović na zapadu i palače Bronza i kapele sv. Otkupitelja na istoku.

## Izgled
Na palači je oštećeni natpis s godinom 1691. i grb (ptičje krilo) nad balkonom na vijencu ispod krova. Palača je skladnih proporcija. Glavna je fasada ozidana kamenom i oblika je četvorine. Dimenzije kamena su 20 x 25 cm. Od ostalih se sličnih objekata ova palača razlikuje romanskim slijepim arkadicama ispod vijenca. Zgrada je dvokatnica bez vidionice i podsjeća na renesansno oblikovanje. Stubište je vanjsko i vodi uz fasadu do prvog kata. Drugi kat ima balkon. Balustrada ja kamena i renesansno profilirana. Pred palačom je "đardin",  s visokim zelenilom i cvijećem. Pomorci su donijeli i primjerke flore dalekih zemalja kao spomenu na vezu s dalekim svijetom. Krov je na četiri vode. Kod strehe je karakteristični prijelom.
Gabariti objekta su oko 10 x 8 m, katovi su prizemlje + dva kata i stanovanje u dijelu potkrovlja. Pomoćni objekt je gabarita 3,87 x 7,7 m. Ukupna brutto površina objekta je 331,29 m2 za stambeni objekt i 50,72m2 za pomoćni objekt.
Palaču se ne spominje kao ruševnu, nego kao stambenu građevinu s pomoćnim objektom - aneksom. Palači je bila potrebna rekonstrukcija te je vlasnica palače angažirala ustanove radi izrade projekta rekonstrukcije palače, s obzirom na to da palata Šestokrilović do tada nije istraživana. Za obnovu je potrebno ispuniti konzervatorske uvjete.
Ispred palače se nalazi bujični kanal. Zbog zagušenosti planira se graditi novi.

## Vanjske poveznice
- (crnogorski) Boka 28-29, zbornik radova iz nauke, kulture i umjetnost Aleksandra Kapetanović: Istorijski razvoj palate Šestokrilović, str. 71, Herceg-Novi, 2009.